# 5244 Amphilochos
5244 Amphilochos è un asteroide troiano di Giove del campo greco. Scoperto nel 1973, presenta un'orbita caratterizzata da un semiasse maggiore pari a 5,1720619 UA e da un'eccentricità di 0,0279619, inclinata di 6,15564° rispetto all'eclittica.
L'asteroide è dedicato ad Anfiloco, veggente greco.